# جمال إيمرز
جمال إيمرز (بالإنجليزية: Jamall Emmers؛ مواليد 24 يوليو 1989) هو مُقاتل فنون قتالية مختلطة أمريكي.

## وصلات خارجية
- جمال إيمرز على موقع يو إف سي (الإنجليزية)
- جمال إيمرز على موقع شيردوغ (الإنجليزية)
- جمال إيمرز على موقع Tapology.com (الإنجليزية)